# Білл Стампф
Вільям Євген «Білл» Стампф (англ. Bill Stumpf; 1 березня 1936 — 30 серпня 2006) — дизайнер у «Herman Miller, який допоміг створити стільці Aeron, Embody та Ergon.

## Біографія
Стампф народився в Сент-Луїсі, штат Міссурі. Його батько помер, коли йому було 13 років, а його мати, лікар-геронтолог, перемістила сім'ю до Вайнони, штат Міннесота, щоб бути поруч з її сім'єю.
Він служив у військово-морському флоті США, а потім отримав ступінь бакалавра з індустріального дизайну в Іллінойському університеті в Урбана-Шампейн та магістра з екологічного дизайну в Університеті Вісконсін-Медісон.
Співпраця Стампфа з Германом Міллером почалася в 1970 році, коли він приєднався до співробітників дослідницької корпорації Herman Miller. Створивши власну фірму в 1972 році, Стампф створив стілець Ergon — перший ергономічний стілець. Пізніше, спільно з Доном Чедвіком (Don Chadwick), вони випустили новаторські стільці Equa і знамениті крісла Herman Miller Aeron [Архівовано 22 травня 2018 у Wayback Machine.]. А з Джеффом Вебером (Jeff Weber), успішно працювали над новою моделлю офісного крісла Embody і столу Envelop. Він також був головним конструктором системи Ethospace.
Він був одружений з Шарон Стампф та має п'ятьох онуків: Габріелла, Ерін, Макс, Давид та Юля. Смерть Стампфа у віці 70 років була пов'язана з ускладненнями від абдомінальної хірургії.

## Робота у Herman Miller
Ім'я Білла Стампфа почало асоціюватися з компанією Herman Miller в 1970 році, коли його зарахували в штат Herman Miller Research Corporation. Працюючи з фахівцями з ортопедичної та судинної медицини, Стампф проводив глибоке дослідження ергономіки, зокрема, як люди сидять. У 1974 році Герман Міллер доручив йому застосувати свої дослідження до офісних робочих місць. Через два роки був створений стілець Ergon. Білл Стампф став ключовою фігурою в перетворенні компанії Herman Miller. Його назвали переможцем премії дизайнерський продукт «Cooper-Hewitt National Design Awards» в 2006 році. У цьому ж році він помер.

Білл Стампф одного разу сказав: 
«Я працюю краще, коли мене підштовхують до краю. Коли я на тому місці, де моя гордість підкорена, де я знову невинний. Герман Міллер знає, як підштовхнути мене на цей шлях, головним чином тому, що компанія все ще вірить у мене. Роками пізніше Де Прі сказав мені, що хороший дизайн — це не просто хороший бізнес, це моральне зобов'язання. Тепер це тиск».

## Нагороди та досягнення
1976 — Нагорода «ASID», стілець Ergon
1979 — «Дизайнер 70-х», ID журнал
1984 — Золота нагорода «IBD», стілець Equa
1985 — Золота нагорода «IBD», Ethospace системи
1990 — Журнал «Час»: Кращі стільці десятиліття, Equa
2006 — Нагорода «Cooper-Hewitt National Design Awards», переможець премії дизайнерський продукт
2009 — Срібна нагорода «Best of NeoCon», Ергономічний стіл Envelop, крісло Embody